# Domenico Stella
Domenico Stella O.F.M.Conv. (Carpineto Romano, 21 febbraio 1881 – Assisi, 6 marzo 1956) è stato un francescano e compositore italiano.

## Biografia
Dopo le prime esperienze religiose maturate nel convento di Bagnoregio, si formò a Roma, sia come francescano che come musicista, allievo del noto maestro Filippo Capocci, direttore della cappella di San Giovanni in Laterano.
Visse il periodo in cui papa Pio X, nel Motu Proprio "Tra le sollecitudini", del 22 novembre 1903, probabilmente con la consulenza di Lorenzo Perosi (allora direttore della Cappella Sistina), aveva bandito dal tempio e dall'azione liturgica tutte le forme di arte che davano luogo al "funesto influsso che sull'arte sacra esercita l'arte profana e teatrale per richiamarvi unicamente quella sacra nelle sue più consolidate tradizioni". In questo clima culturale il giovane frate seppe contemperare, con sereno equilibrio, il passato con il futuro.
Ordinato sacerdote, nel 1908, Domenico Stella fu nominato direttore della Schola Cantorum di Anzio, mentre dal 1911 al 1915 fu professore di canto sacro al Collegio Serafico Internazionale di San Teodoro Sul Palatino. Rimase a Roma fino al 1920, quando i suoi superiori lo trasferirono ad Assisi a dirigere la Cappella musicale della Basilica di San Francesco. Ad Assisi Padre Stella fu impegnato in un'opera di recupero ed innovazione che seppe gestire in modo accorto e determinato, sostituendo i vecchi brani di stile melodrammatico con altri di gusto più liturgico, creando gradualmente una nuova coscienza della Musica Sacra.

## Opere
- Cantico delle creature
- Credo
- Iam noctis umbra
- Missa Patriarchalis (1926), scritta in occasione del VII centanario della morte di san Francesco d'Assisi
- Missa Pro Defunctis
- Inno a Sant'Antonio da Padova
- Quid mihi est in coelo (graduale per la festa di S. Francesco d'Assisi)